# کتاب‌شناسی شیرین عبادی
شیرین عبادی کتاب‌ها و مقالاتِ فراوانی عمدتاً به زبانِ فارسی نوشته است.

## فهرست
- حقوق پزشکی، تهران ۱۳۶۸، ناشر: زوار[۱]
- حقوق ادبی و هنری، تهران ۱۳۶۹، ناشر: روشنگران[۲]
- حقوق کودک، تهران ۱۳۶۹، ناشر: روشنگران[۳]
- کارگران خردسال: نگاهی به مقاوله‌نامه‌های سازمان بین‌المللی کار و مقایسه آن با مقررات داخلی، تهران ۱۳۶۹، ناشر: روشنگران[۴]
- حقوق معماری، تهران ۱۳۷۱، ناشر: روشنگران[۵]
- حقوق کودک: مطالعه‌ای دربارهٔ جنبه‌های قانونی حقوق کودک در ایران، تهران ۱۳۷۳، ناشر: یونیسف[۶]
- حقوق تطبیقی کودک، تهران ۱۳۷۶، ناشر: کانون[۷]
- تاریخچه و اسناد حقوق بشر در ایران، تهران ۱۳۸۳، ناشر: روشنگران[۸]
- حقوق زن در قوانین ایران، تهران ۱۳۸۵، ناشر: گنج اندیشه[۹]
- حقوق پناهندگان، تهران ۱۳۸۵، ناشر: گنج اندیشه[۱۰]
- بیداری ایران، این کتاب شامل وقایع زندگی او از ابتدای تولد تا دریافت نوبل صلح است. شیرین در این کتاب از دیدگاه‌هایش دربارهٔ دین، سیاست و برابری جنسیتی می‌نویسد و از تأثیر رخ‌دادهایی مانند انقلاب اسلامی، جنگ ۸ ساله و قتل‌های زنجیره‌ای بر زندگی شخصی‌اش سخن می‌گوید. نسخه انگلیسی این کتاب در سال ۲۰۰۶ میلادی توسط راندوم هاوس منتشر شد.[۱۱][۱۲]
- قفس طلایی، این کتاب سرگذشت یکی از دوستان خانوادگی شیرین است که سه پسر و یک دختر دارند. دختر خانواده که پزشک است با نویسنده دوست است. این خانواده سه پسر با سه گرایش سیاسی مختلف دارند. پسر بزرگتر افسر ارتش شاهنشاهی و پسر دوم عضو حزب توده و پسر سوم از طرفداران انقلاب اسلامی است. برخورد این سه برادر با گرایش‌های متفاوت و سرنوشت آنان را عبادی با لحن روانی بیان می‌کند. این کتاب سال ۲۰۱۱ میلادی منتشر شد.[۱۳]
- تا آزادی، در واقع ادامه کتاب بیداری ایران بوده و زندگی‌نامه نویسنده از سال ۲۰۰۳ تا ۲۰۱۵ میلادی است. او برخی از تابوهای رایج در ایران را شکسته و با گفتاری صادقانه به عملکرد وزارت اطلاعات و علت اعترافات تلویزیونی همسر خود می‌پردازد. در این کتاب عبادی چرایی زندگی در خارج از ایران را پس از خرداد ۱۳۸۸ شرح می‌دهد.[۱۴][۱۲]